# 第23回ゴッサム・インディペンデント映画賞
第23回ゴッサム・インディペンデント映画賞は、2013年10月24日にノミネートが発表された。12月2日に受賞が発表された。

## 受賞一覧
太字が受賞。

### 作品賞
- 『インサイド・ルーウィン・デイヴィス 名もなき男の歌』
  - 『それでも夜は明ける』
  - 『セインツ -約束の果て-』
  - Upstream Color
  - 『ビフォア・ミッドナイト』

### ドキュメンタリー映画賞
- 『アクト・オブ・キリング』
  - First Cousin Once Removed
  - The Crash Reel
  - Let the Fire Burn
  - Our Nixon

### ブレイクスルー監督賞
- ライアン・クーグラー - 『フルートベール駅で』
  - アダム・レオン - Gimme the Loot
  - ステイシー・パッソン - 『アビーと秘密の部屋』
  - アレクサンドレ・ムーアス - Blue Caprice
  - エイミー・サイメッツ - Sun Don't Shine

### 男優賞
- マシュー・マコノヒー - 『ダラス・バイヤーズクラブ』
  - ロバート・レッドフォード - 『オール・イズ・ロスト 〜最後の手紙〜』
  - オスカー・アイザック -  『インサイド・ルーウィン・デイヴィス 名もなき男の歌』
  - キウェテル・イジョフォー - 『それでも夜は明ける』
  - イザイア・ワシントン - Blue Caprice

### 女優賞
- ブリー・ラーソン - 『ショート・ターム』
  - ケイト・ブランシェット - 『ブルージャスミン』
  - スカーレット・ヨハンソン - 『ドン・ジョン』
  - エイミー・サイメッツ - Upstream Color
  - シェイリーン・ウッドリー - 『いま、輝くときに』

### ブレイクスルー演技賞
- マイケル・B・ジョーダン - 『フルートベール駅で』
  - デイン・デハーン - 『キル・ユア・ダーリン』
  - キャスリン・ハーン - 『午後3時の女たち』
  - ルピタ・ニョンゴ - 『それでも夜は明ける』
  - ロビン・ワイガート - 『アビーと秘密の部屋』

### 女性映画製作者賞
- ジタ・プラピリー  - Beneath the Harvest Sky
  - デブ・ショヴァル - AWOl
  - アフィア・ナサニエル - Dukhthar

### 観客賞
- Jake Shimabukuro: Life on Four Strings

### トリビュート
- ジェームズ・ガンドルフィーニ
- リチャード・リンクレイター
- キャサリン・オリヴァー
- フォレスト・ウィテカー